# Daşoguzský region
Daşoguzský region (turkmensky Daşoguz welaýaty) je jeden z pěti regionů Turkmenistánu. Nachází se na severu země na hranici s Uzbekistánem. Jeho hlavním městem je Daşoguz a v roce 2022 zde žilo 1 550 453 obyvatel. Region se nachází zejména v oblasti s aridním podnebím, která se v posledních desetiletích navíc v regionu rozšířila v důsledku vysychání Aralského jezera. Zemědělské oblasti v regionu proto trpí zasolenou půdou. V regionu se nachází významné město Kuňja-Urgenč nebo archeologická lokalita Butentau. V regionu se nachází celkem sedm okresů a k roku 2017 zde leželo celkem devět měst. Asi 67 % obyvatel regionu tvoří Turkmeni, 32 % obyvatel poté Uzbeci.